# Onthophagus avocettoides
Onthophagus avocettoides är en skalbaggsart som beskrevs av Kabakov 1983. Onthophagus avocettoides ingår i släktet Onthophagus och familjen bladhorningar. Inga underarter finns listade i Catalogue of Life.